# وزارة النقل والخدمات اللوجستية (السعودية)
وزارة النقل والخدمات اللوجستية سابقا وزارة النقل هي المعنية بتطوير قطاع  النقل و الخدمات اللوجستية في  المملكة العربية السعودية، لتكون مركزًا لوجستيًا يربط القارات الثلاث لتعزيز التنمية الاقتصادية المستدامة والقدرة التنافسية وفق رؤية السعودية2030  ويتولى رئاستها الآن المهندس صالح بن ناصر بن علي الجاسر وتأسست الوزارة عام 1372هـ

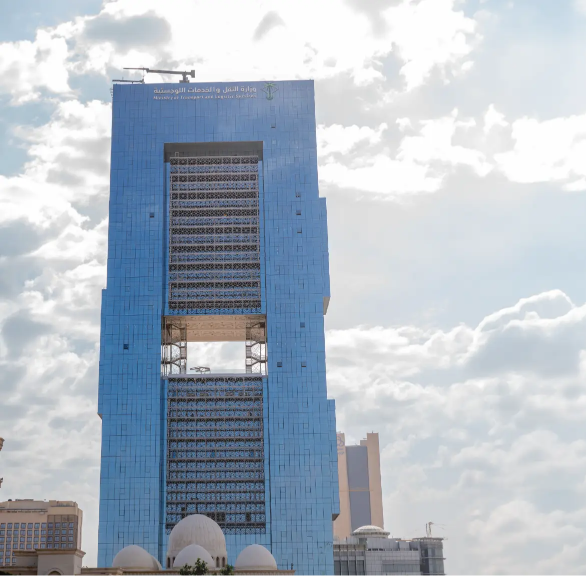
المبنى الرئيسي لوزارة النقل والخدمات اللوجستية بالرياض

## نشأة الوزارة
أنشئت مصلحة للأشغال العامة والمعادن في عام 1355 هـ (1935م) تابعة لوزارة المالية والاقتصاد الوطني وكانت تعنى بشؤون الأشغال العامة بما في ذلك الطرق وفي عام 1372 هـ (1953م) جمعت الدوائر والمصالح الحكومية ذات الأعمال المتجانسة في وزارات قائمة بذاتها وأصبحت في المملكة وزارة للمواصلات تشرف على كل ماله علاقة بالمواصلات من طرق وسكة حديد وموانئ (في البلاد) وعندما تطورت وسائل المواصلات واتسعت مسئوليات الوزارة بصورة كبيرة كانت موضع اعتبار خلال ما أجرت الدولة من دراسات.
شهد عام 1372هـ (1953م) إنشاء وزارة المواصلات لتشرف على جميع الجوانب المتعلقة بالمواصَلات من طرق وسكك حديدية وموانئ. وفي عام 1395هـ (1975م) أُعيدَ تشكيل وزارات الدولة ومؤسساتها العامة، وأُنشئت المؤسَّسة العامة للموانئ، والمؤسَّسة العامة للسكك الحديدية، وأصبحت الوزارة منذ ذلك التاريخ مسؤولة عن تخطيط وتصميم وإنشاء وصيانة الطرق والجسور، وأُنشئتْ لاحقًا وكالة متخصصة للنقل، مسؤولة عن التخطيط والإشراف على قطاعي النقل البري والبحري، والتنسيق بين وسائله المختلفة، إضافةً إلى إعداد اللوائح المنظِّمة لمختلف قطاعات النقل، وإصدار التراخيص اللازمة لممارَسة أنشطة النقل البرِّي والبحري. وفي عام 1424هـ (2003م) تم تعديل تسمية الوزارة إلى "وزارة النقل". 
وفي العام 2016م نصّ قرار مجلس الوزراء على أن يكون لوزير النقل دور إشرافي على قطاع النقل الجوي، إذ يشغل معالي وزير النقل منصب رئيس الهيئة العامة للطيران المدني، وهي الجهة التي تتولى الإشراف على اللوائح التشغيلية ولوائح السلامة، وعلى خدمات الملاحة الجوية والعمليات في مطارات المملكة التي يبلغ عددها 27 مطارًا، بينها 5 مطارات دولية، و12 مطارًا إقليميًا، و10 مطارات داخلية، والتي تقدم جميعها الخدمات كافة للمسافرين جوًا. وفي العام 2021م وافق مجلس الوزراء على تعديل تسمية وزارة النقل لتصبح "وزارة النقل والخدمات اللوجستية 

## النقل في المملكة العربية السعودية
تعتبر وزارة النقل من أقدم مرافق الدولة التي انشئت مع بداية تاسيس المملكة العربية السعودية فقد كان تيسير الاتصال بين أرجاء المملكة الواسعة من أول ماعني به الملك المؤسس الملك عبد العزيز بن عبد الرحمن آل سعود سواء بادخال الوسائل السلكية أو اللاسلكية أو بالقيام بخدمات البرق والبريد والهاتف أو شق الطرق أو إنشاء الخطوط الحديدية والجوية أو الموانئ.
وقد مر قطاع النقل بمراحل عديدة تتفق مع ماكانت تخطو الدولة على طريق التنظيم والتطوير فكانت وزارة النقل وعند انشائها في عام (1372هـ) الموافق (1953م)مسؤولة عن كل مايتعلق بإنشاء الطرق والبرق والبريد والهاتف والتلكس والموانئ والخطوط الحديدية وشؤون النقل البري والبحري بوجه عام.
مع تزايد مسؤوليات وزارة النقل وتشعب مجالات خدماتها اعيد تشكيلها في عام 1395هـ (1975م) بحيث باتت شؤون البرق والبريد والهاتف منوطة بوزارة قائمة بذاتها، كما أنشئت مؤسسة عامة للموانئ أنيطت بها مسؤولية إدارة وتشغيل الموانئ في المملكة ومؤسسة للخطوط الحديدية.
وبذلك أصبحت وزارة النقل مسئولة عن مختلف مرافق النقل البري والبحري في المملكة بما في ذلك إنشاء الطرق والجسور وصيانتها وتنظيم النقل البري والبحري في مختلف النواحي الفنية والإدارية والنظامية والاشراف على الخطوط الحديدية والموانئ.
وفي 12 يونيو 2024 دشَّن صالح الجاسر، وزير النقل والخدمات اللوجستية السعودي، لأول مرة تجربة التاكسي الجوي ذاتي القيادة في المشاعر المقدسة.

## الطرق في السعودية
نفذت وزارة النقل طرق وصلت أطوالها إلى أكثر من 71,500 ألف كلم، تربط المدن الرئيسية ببعضها. وبلغت أطوال الطرق السريعة المنفذة أكثر من 5 آلاف كلم حول السعودية. إلى جانب تطويرها طرق مفردة يبلغ طولها أكثر من 49 ألف كلم، لتصبح طرق مزدوجة، إضافة للطرق المزدوجة الحالية والتي تصل أطوالها إلى 12 ألف كلم. ونفذت إلى جانبها طرقا فرعية وثانوية لخدمة القرى والهجر والمناطق المأهولة، ووضع أنظمة النقل الذكية (ITS)، ووضع الإشارات وعلامات الطرق عليها. كما مهدت طرقًا ترابية بطول 144 ألف كلم. ووصل عدد الجسور في المناطق والمدن إلى أكثر من 5 آلاف جسر، كما أتمت تمهيد العقبات بالمناطق الجبلية، وإنشاء الطرق الدائرية في بعض المناطق والمدن، مع إنفاذ وصيانة الطرق الداخلية التي تربط مدن ومحافظات المناطق، وتصلها بالمناطق الأخرى.
وفي سبيل تحويل الطرق إلى طرق ذكية، عملت وزارة النقل على إنشاء غرفة تحكم بنظام النقل الذكي، ونظام المراقبة والتحكم بالأنفاق، إضافة لتفعيل عقود الصيانة العادية والكهربائية والوقائية، إلى جانب عقود مسح وتقييم الجسور والمنشآت، عبر مسح وتقييم وتحديد نمط المعالجة المناسب لإجمالي مسارات الطرق في السعودية.

## الاستراتيجية الوطنية للنقل
هي إستراتيجية أعدتها وزارة النقل في عام 2011،  تمت مناقشتها ومراجعتها من قبل مجلس الوزراء السعودي ومجلس الشورى، ووافق مجلس الوزراء السعودي عليها. وحددت الإستراتيجية سياسات العمل في قطاع النقل وأهدافه ومجالاته، والإجراءات الملزمة لذلك.

### المجالات
شملت مجالات عمل إستراتيجية النقل مجال تطوير البنية التحتية للنقل، ومجال تسهيل التجارة وتشغيل شحن البضائع، مجال نقل الركاب والنقل بموسم الحج، ومجالس سلامة النقل وحماية البيئة.

### الأهداف
وهي تهدف إلى تحقيق الكفاءة والفاعلية الفنية والمالية لقطاع النقل، وتدعم النمو الاقتصادي في السعودية، وتهتم بالتنمية الاجتماعية والعمل على تسهيل حصول المواطنين والمقيمين على خدمات النقل. كما تحرص على سلامة النقل عبر رفع مستوى السلامة، وتقليل وفيات وإصابات حوادث الطرق، وتخفيف الأضرار والخسائر الاقتصادية والاجتماعية الناجمة عنها. وهي معنية بـحماية البيئة من خلال زيادة الوعي البيئي، واتخاذها الإجراءات التي تحد من تأثيرات وسائل النقل على البيئة. كما تلبي الإستراتيجية احتياجات الأمن الوطني، ومواجهة الكوارث المختلفة عبر توفير نظام نقل يكفل هذه الحاجات في الأوقات اللازمة. وتوجد وزارة النقل شبكة متكاملة للنقل في موسم الحج لنقل الحجاج بأمان وفاعلية.

### السياسات
تتبع وزارة النقل سياسة المسؤولية المشتركة لمواكبة تطور النقل، وتقضي بالتطوير والتشغيل المتكاملين للبنية التحتية لقطاع النقل، كما تدعم سياساتها اللامركزية وإشراك القطاع الخاص، إلى جانب السعي للتكامل الإقليمي والدولي، والمشاركة في الأسواق العالمية.

## الوزراء السابقون
| الترتيب | الوزير                                  | الفترة                            |
| ------- | --------------------------------------- | --------------------------------- |
| 1       | الأمير طلال بن عبد العزيز آل سعود       | 10 اكتوبر 1952 – 27 اغسطس 1955    |
| 2       | الأمير سلطان بن عبد العزيز آل سعود      | 27 أغسطس 1955 - 22 سبتمبر 1960    |
| 3       | الأمير بدر بن عبد العزيز آل سعود        | 21 ديسمبر 1960 – 11 سبتمبر 1961 - |
| 4       | الأستاذ عبد الله بن سعد القبلان الحارثي | 11 سبتمبر 1961 - 11 مارس 1962     |
| 5       | الأستاذ محمد بن مرشد الزغيبي الحربي     | 15 مايو 1962 - 5 مايو 1963        |
| 6       | الأستاذ محمد بن عمر توفيق               | 16 مايو 1963 - 14 ديسمبر 1976     |
| 7       | الأستاذ حسين بن إبراهيم المنصوري        | 15 ديسمبر 1976 - 19 مايو 1996     |
| 8       | الدكتور ناصر بن محمد السلوم             | 20 مايو 1996 - 24 فبراير 2004     |
| 9       | الدكتور جبارة بن عيد الصريصري الجهني    | 25 فبراير 2004 - 16 أكتوبر 2015   |
| 10      | المهندس عبد الله بن عبد الرحمن المقبل   | 17 أكتوبر 2015 - 2 أكتوبر 2016    |
| 11      | الاستاذ سليمان الحمدان                  | 3 أكتوبر 2016 - 10 سبتمبر 2018    |
| 12      | الدكتور نبيل بن محمد العامودي           | 11 سبتمبر 2018 - 23 أغسطس 2019    |
| 13      | الدكتور صالح الجاسر الحربي              | 23 اكتوبر 2019 – ؟                |

## المبادرات
أطلقت وزارة النقل السعودية 4 مبادرات متعلقة برفع معدلات الأمان وخفض وفيات الطرق، إلى جانب تحسين تكلفة دورة حياة الطرق، والعمل على تحقيق الإيرادات من أصول الطرق.

### خفض وفيات حوادث الطرق
هي مبادرة تهدف لخفض وفيات حوادث الطرق بنسبة 25%، بحلول العام 2020. وتتعاون فيها وزارة النقل مع وزارة الصحة ووزارة التعليم، وزارة الداخلية، وزارة التجارة والاستثمار، وزارة الشؤون البلدية والقروية، وزارة الثقافة ووزارة الإعلام، إضافة إلى وزارة الاتصالات وتقنية المعلومات، وهيئات حكومية كهيئة النقل العام، وهيئة الهلال الأحمر السعودي، الهيئة السعودية للمواصفات والمقاييس والجودة، وإشراف اللجنة الوزارية للسلامة المرورية.
وتبعا للمبادرة تقدم مؤشر أداء السلامة في الطرق، حيث سجلت وفيات الطرق انخفاضًا في المؤشر خلال عام 2016 من 28.4 إلى 23.1 بنهاية عام 2017. وشهدت حالات الوفيات انخفاضًا خلال الربع الأول من عام 2018 بتسجيل 19 حالة.

### رفع معدلات الأمان في مشاريع الطرق الجديدة والحالية
استحدثت وزارة النقل إدارة عامة للسلامة، والتي عملت بدورها على وضع معايير رفع معدلات الأمان في الطرق الجديدة والحالية، ومنذ عام 2017 حتى الربع الأول من عام 2018 عملت الإدارة على مسح أكثر من 46 ألف كلم من الطرق، لمعالجة النقاط السوداء (مواقع كثرة الحوادث)، وعبر جمع بيانات الحركة المرورية، ورصد معدلات السرعة ومعلومات حوادث الطرق آليا، تمت معالجة ما مجموعه 188 نقطة سوداء، بلغت القيمة الإجمالية لأعمال السلامة ضمن صيانتها نحو 400 مليون ريال.

### تحسين كلفة دورة حياة الطرق وتحسين الأداء
لتحقيق فاعلية التخطيط المالي وكفاءة الإنفاق الحكومي، طورت الوزارة متطلبات ومواصفات التصميم والتنفيذ للطرق والصيانة والتشغيل، لرفع كفاءة الأداء وترشيد التكلفة بنسبة 10-15%.

### تحقيق إيرادات من أصول الطرق
تهدف المبادرة إلى دعم توجه الخصخصة الذي أقره مجلس الشؤون الاقتصادية والتنمية، عبر إشراك القطاع الخاص في عمليات صيانة البنية التحتية للطرق وتشغيلها، واستثمارها واستثمار اللوحات.

## الاستراتيجية الوطنية للنقل والخدمات اللوجستية
أطلق ولي العهد السعودي الأمير محمد بن سلمان في 19 ذو القعدة 1442هـ الموافق 29 يونيو2021م، الاستراتيجية الوطنية للنقل والخدمات اللوجستية، والتي تهدف لترسيخ مكانة المملكة مركزًا لوجستيًا عالميًا يربط القارات الثلاث، والارتقاء بخدمات ووسائل النقل كافة، وتعزيز التكامل في منظومة الخدمات اللوجستية وأنماط النقل الحديثة لدعم مسيرة التنمية الشاملة في المملكة. وبين ولي العهد أن «الإستراتيجية تركز على تطوير البنى التحتية، وإطلاق عدد من المنصات والمناطق اللوجستية في المملكة، وتطبيق أنظمة تشغيل متطورة، وتعزيز الشراكات الفاعلة بين المنظومة الحكومية والقطاع الخاص لتحقيق أربعة أهداف رئيسة هي: تعزيز مكانة المملكة كمركز لوجستي عالمي، والارتقاء بجودة الحياة في المدن السعودية، وتحقيق التوازن في الميزانية العامة، وتحسين أداء الجهاز الحكومي».

## المخطط العام للمراكز اللوجستية
في 27 أغسطس 2023، أطلق ولي العهد الأمير محمد بن سلمان رئيس مجلس الوزراء، رئيس اللجنة العليا للنقل والخدمات اللوجستية، المخطط العام للمراكز اللوجستية، بهدف تطوير البنية التحتية للقطاع اللوجستي في السعودية وتنويع الاقتصاد المحلي، وتعزيز مكانة السعودية كوجهة استثمارية رائدة ومركزٍ لوجستيٍ عالميٍ.
ويضم المخطط العام للمراكز اللوجستية 59 مركزاً بإجمالي مساحة تتجاوز 100 مليون متر مربع، تتضمن 12 مركزاً لوجستياً لمنطقة الرياض، و12 مركزاً لوجستياً لمنطقة مكة المكرمة، و17 مركزاً لوجستياً للمنطقة الشرقية، و18 مركزاً لوجستياً في بقية مناطق المملكة، حيث يجري العمل حالياً في 21 مركزاً على أن تكتمل جميع المراكز بحلول عام 2030.